# Episodi di Nessuna traccia, o quasi
La prima stagione della serie televisiva Nessuna traccia, o quasi, composta da 8 episodi, è stata interamente pubblicata su Prime Video il 17 marzo 2023, nei paesi in cui il servizio è disponibile.
| nº | Titolo originale    | Titolo italiano       | Pubblicazione |
| -- | ------------------- | --------------------- | ------------- |
| 1  | Bamboleo            | Bamboleo              | 17 marzo 2023 |
| 2  | Basura              | Spazzatura            | 17 marzo 2023 |
| 3  | Fugitivas           | Fuggitive             | 17 marzo 2023 |
| 4  | Las cositas claras  | Tutto chiaro          | 17 marzo 2023 |
| 5  | Dakota              | Dakota                | 17 marzo 2023 |
| 6  | Zapatos nuevos      | Scarpe nuove          | 17 marzo 2023 |
| 7  | La caza             | La caccia             | 17 marzo 2023 |
| 8  | El salvaje Alicante | Il selvaggio Alicante | 17 marzo 2023 |